# Dunas de El Saladillo-Matas Verdes
Las dunas de El Saladillo-Matas Verdes son un espacio natural del litoral mediterráneo andaluz situado en el municipio malagueño de Estepona, en la Costa del Sol Occidental. Se trata de un complejo dunar que se extiende a lo largo de tres km entre la punta de Baños y la punta del Saladillo. Está considerado un espacio de alto valor ecológico por su diversidad biológica y geomorfológica.  
Debido a la presión urbanística en la Costa del Sol el complejo se encuentra fragmentado en tres tramos. En el este, las llamadas dunas de Matas Verdes o de Casasola, se encuentran en buen estado de conservación. En la zona central, las dunas de la playa del Saladillo, son las más amenazadas. En la zona más occidental se sitúan las dunas de la punta del Saladillo, que se encuentran en un nivel intermedio de conservación.
Su riqueza biológica se debe a la cercanía del complejo al Estrecho de Gibraltar que proporciona características de los sistemas dunares atlánticos en un enclave mediterráneo, en el que se conjugan quejigos y alcornoques con lentisco, mirto, coscoja y otras especies de matorral mediterráneo. La fauna asociada a este espacio es igualmente diversa, con praderas de fanerógamas donde crían numerosas especies de peces y cefalópodos como el pulpo o la sepia y gran presencia de aves marinas y limícolas. 